# تشوي يو جو
تشوي يو جو (بالكورية: 최유주) هي مغنية وممثلة كورية جنوبية. ولدت يوم 5 مارس 1997 في غويانغ في كوريا الجنوبية.

## اعمالها

### فلم
| عام  | عنوان       | الدور       | Ref.        |
| ---- | ----------- | ----------- | ----------- |
| 2025 | كل يوم، نحن | كيم جو-ايون | [ 3 ] [ 4 ] |

### مسلسلات تلفزيونية
| عام       | عنوان           | الدور               | ملاحظة     | المراجع |
| --------- | --------------- | ------------------- | ---------- | ------- |
| 2021–2022 | الزوجة المثالية | جونغ جو اي          |            |         |
| 2023–2024 | الهاربون السبعة | سونغ جي سون / ميشيل | الموسم 1–2 | [ 5 ]   |
| 2024–2025 | ناميب           | كيونغ ها نا         |            | [ 6 ]   |

### مسلسلات ويب
| عام  | عنوان           | الدور       | المراجع |
| ---- | --------------- | ----------- | ------- |
| 2021 | كن صديقي        | سونغ هان نا | [ 7 ]   |
| 2021 | جلب النحس       | سو جين      | [ 8 ]   |
| 2023 | العشرين من عمري | كانغ سو-وون | [ 9 ]   |

## روابط خارجية
- تشوي يو جو على موقع IMDb (الإنجليزية)